# Kinyeli járás

A Kinyeli járás a Szamarai területen

A Kinyeli járás (oroszul Кинельский район) Oroszország egyik járása a Szamarai területen. Székhelye Kinyel.

## Népesség
- 1989-ben 31 000 lakosa volt.
- 2002-ben 30 484 lakosa volt, melynek 80,98%-a orosz.
- 2010-ben 33 258 lakosa volt, melynek 82,5%-a orosz, 3,5%-a csuvas, 3,4%-a mordvin, 2,8%-a kazah, 2%-a tatár.